# بوئینگ ئی-۶ مرکوری
بوئینگ ئی-۶ مرکوری (به انگلیسی: Boeing E-6 Mercury) یک هواپیمای ساختِ بوئینگ در کشور ایالات متحده آمریکا است. نخستین استفاده‌کنندهٔ این هواپیما نیروی دریایی ایالات متحده آمریکا بوده‌است. این هواپیما در ۱۹ فوریه ۱۹۸۷ میلادی نخستین پرواز خود را انجام داد.